# Gagea tesquicola
Gagea tesquicola är en liljeväxtart som beskrevs av Krasnova. Gagea tesquicola ingår i Vårlökssläktet och i familjen liljeväxter.
Artens utbredningsområde är Ukraina. Inga underarter finns listade.